# Oclocracia
Oclocracia (do grego clássico ὀχλοκρατία, transl. okhlokratia, composto de ὄχλος «multidão, massa, turba» e -κρατία «poder, governo») não é, rigorosamente, uma forma de governo, mas uma situação crítica em que vivem instituições, ao sabor da irracionalidade das multidões. O termo indica o jugo imposto pelas multidões ao poder legítimo e à lei, fazendo valer seus intentos acima de quaisquer determinações de Direito Positivo.
A oclocracia também pode ser definida como o abuso que se instala num governo democrático quando a multidão se torna senhora dos negócios públicos, mediante intimidação das autoridades legítimas. Embora as multidões governantes possam às vezes refletir genuinamente a vontade da maioria, de forma aproximada da democracia, a oclocracia é caracterizada pela ausência ou sério comprometimento do processo democrático.

## Origem e teoria
Políbio parece ter cunhado o termo em sua obra Histórias (6.4.6) do século II a.C. Ele o emprega para nomear a versão "patológica" do governo popular — em oposição à boa versão, a que ele se refere como democracia. Há numerosas menções à palavra ochlos no Talmud — onde ochlos se refere a qualquer coisa desde "ralé", "populacho", até "guarda armada" — assim como nos escritos de Rashi, um comentarista judeu da Bíblia. A palavra foi registrada pela primeira vez em português em 1720, derivada do grego okhlokratia.
Os antigos pensadores políticos gregos consideravam a oclocracia como uma das três "más" formas de governo — ao lado da tirania e da oligarquia — em oposição às três "boas" formas de governo: monarquia, aristocracia e politeia. Se o governo agisse no interesse de toda a comunidade, seriam "boas"; se agisse no interesse exclusivo de um grupo ou indivíduo, em detrimento da justiça, seriam "más".
A terminologia polibiana para formas de Estado na antiga filosofia grega se tornou usual.
A ameaça do "governo da turba" a uma democracia é contida quando se assegura que o Estado de direito proteja as minorias ou os indivíduos contra a demagogia ou o pânico moral. Embora considerando o modo pelo qual as leis, em uma democracia, são estabelecidas ou revogadas, a proteção das minorias sob Estado de direito é questionável. Alguns autores, como o teórico político bósnia Jasmin Hasanović, relacionam o surgimento da oclocracia nas sociedades democráticas com a decadência da democracia, no neoliberalismo, no qual "o papel do povo foi reduzido principalmente ao processo eleitoral".